# Colostygia stilpna
Colostygia stilpna is een vlinder uit de familie spanners (Geometridae). De wetenschappelijke naam is voor het eerst geldig gepubliceerd in 1924 door Prout.
De soort komt voor in Europa.